# بالگردگاه نانورتالیک
بالگردگاه نانورتالیک (به انگلیسی: Nanortalik Heliport) یک فرودگاه همگانی با کد یاتا JNN است . این فرودگاه در کشور گرینلند قرار دارد .